# Frontera entre Ruanda i Burundi
La frontera entre Ruanda i Burundi és la línia fronterera de 290 kilòmetres, en sentit oest-est, que separa Burundi de Ruanda a l'Àfrica oriental.

## Traçat
Passa pel llac Rweru i els afores de les ciutats de Ngozi (Burundi) i Butare (Ruanda). D'oest a est, passa per les províncies ruandeses de l'Est, Oest i Sud, i les províncies burundeses de Cibitoke, Kayanza, Ngozi, Kirundo, Muyinga, Cankuzo. S'estén des de dos trifinis: a l'est Ruanda-Burundi-Tanzània als marges del riu Kagera; a l'oest, entre ambdós països amb la República Democràtica del Congo pel riu Ruzizi.

## Història
Ambdós països formaren part d'un protectorat de l'Imperi Alemany al segle xix que a la fi de la Primera Guerra Mundial fou entregat a Bèlgica, tot i que no el va incorporar al Congo Belga. En 1962 ambdós països van assolir la independència.